# Мэддокс, Конрой
Конрой Мэддокс (27 декабря 1912 — 14 января 2005) — английский художник-сюрреалист.

## Биография
Родился в Ледбери в 1912 году. В 1935 году открыл для себя сюрреализм. Мэддокс был вдохновлён такими художниками, как Макс Эрнст, Оскар Домингес и Сальвадор Дали. Отказался от академический живописи. В 1937 году присоединился к группе парижских сюрреалистов, а в 1938 году примкнул к лондонской сюрреалистической группе. Участвовал во многих групповых и международных выставках, включая парижскую выставку 1947 года. После Второй мировой войны переехал в Балолл Хит. В 1948 году женился на Нан Бертон, но они развелись в 1955 году.
Конрой Мэддокс умер в Лондоне в возрасте 92 лет.